# Беснурка
Бесну́рка (болг. Беснурка) — село в Кирджалійській області Болгарії. Входить до складу общини Черноочене.

## Населення
За даними перепису населення 2011 року у селі проживали 0 осіб.
Динаміка населення: